# 圣乔瓦尼-利皮奥尼
圣乔瓦尼-利皮奥尼（義大利語：San Giovanni Lipioni）是意大利基耶蒂省的一个市镇。总面积8平方公里，人口231人，人口密度28.9人/平方公里（2009年）。ISTAT代码为069080。